# Detente
『detente』（デタント）は、1991年6月12日に吉田拓郎がリリースしたオリジナル・アルバムである。

## 解説
- このアルバムのジャケットから髪を短くしている。
- タイトルの『detente』はフランス語で、緊張緩和という意味である[1]。

## 収録
- 全作詞・作曲：吉田拓郎（特記以外）編曲：吉田拓郎

1. 放浪の唄
2. たえなる時に
  - 「友あり」のカップリング曲。
  - マツダ『クロノス』CMソング
3. シリアスな夜
作詞：石原信一
4. ロマンチックを送って
5. 渚にて
6. ひとりぼっちの夜空に
作詞：康珍化
  - 1991年中村雅俊への提供曲。
7. 地下鉄にのって
作詞：岡本おさみ
  - 1972年猫への提供曲[2]。フォークソングで東京の鉄道を歌ったものは多くはないが[2]、「地下鉄にのって」では、赤坂見附、新宿、四谷と東京メトロ丸ノ内線の各駅が登場する[2]。拓郎ファンにも人気の高い楽曲の一つ[2]。
8. 青空
作詞：石原信一
  - テレビ東京系『地球知りたい気分!』エンディングテーマ
9. 男達の詩 (Remix Version)
10. 友あり
作詞：康珍化
  - テレビ朝日系『ビートたけしのTVタックル』エンディングテーマ[3]
11. レールが鳴ると僕達は旅がしたくなる
12. 時には詩人のように
13. 裏窓 (Bonus cut on CD)
作詞：石原信一

## 参加ミュージシャン
- Lead Vocals, E.Guitar, A.Guitar, 12-Strings Guitar, Harmonica, Background Vocals：吉田拓郎
- B-3 Organ, Keyboards & Synthesizer, Accordion：鎌田裕美子
- Drums：鎌田清
- Bass：榊原雄一
- E.Guitar, A.Guitar, Slide Guitar：稲葉政裕
- A.Piano, E-Piano：青柳誠

Additional Musicians
- Percussion：菅原裕紀
- E.Guitar, 12-Strings Guitar(#9), Background Vocals：松尾一彦
- Bass(#9), Background Vocals：清水仁
- B-3 Organ, A.Piano, Keyboards & Synthesizer(#9)：竹田元
- Lap Steel(#4, #7, #10)：谷口アキラ